# 22-й цикл сонячної активності
22-й цикл сонячної активності — двадцять другий сонячний цикл, рахуючи від 1755 року, коли розпочався систематичний моніторинг кількості сонячних плям. Цикл тривав 9,9 років, від вересня 1986 року до серпня 1996 року. Максимальне протягом цього сонячного циклу значення числа Вольфа для кількості сонячних плям спостерігалося в листопаді 1989 року і становило 212,5, а початковий мінімум числа Вольфа складав 13,5. У мінімумі сонячної активності під час переходу від 22-го до 23-го сонячного циклу було загалом 309 днів без сонячних плям.

## Геомагнітна буря у березні 1989 року

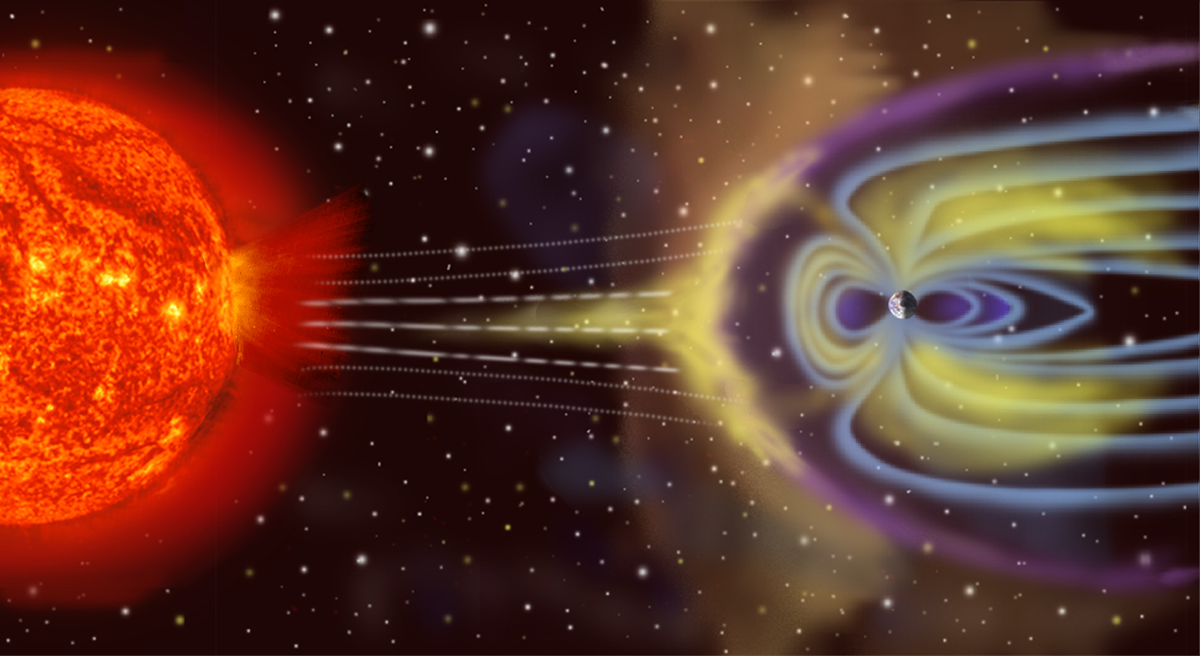
Художнє зображення зіткнення сонячного вітру з магнітосферою Землі.

У березні 1989 року сильна геомагнітна буря вивела з ладу систему передачі електроенергії Hydro-Québec. Геомагнітна буря, що спричинила цю подію, була результатом коронального викиду маси 9 березня 1989 року. За кілька днів до цього, 6 березня 1989 року, стався дуже великий сонячний спалах X15. О 2:44 ранку 13 березня 1989 року на Землю обрушилася сильна геомагнітна буря. Шторм розпочався на Землі з надзвичайно інтенсивних полярних сяйв на полюсах. Полярне сяйво можна було побачити аж до Техасу. Оскільки це відбувалося під час Холодної війни, багато хто хвилювався, що це сяйво було ознакою ядерного удару. Інші вважали, що інтенсивні полярні сяйва пов'язані з місією космічного шатла STS-29, запущеною 13 березня о 9:57 ранку. Геомагнітна буря спричинила короткохвильові радіоперешкоди, зокрема порушення передачі радіосигналів від «Радіо Вільна Європа» до СРСР. Спочатку вважали, що сигнали глушить радянський уряд.
Деякі супутники на полярних орбітах втратили керування на кілька годин. Перервався зв'язок із метеорологічним супутником GOES, що призвело до втрати метеозображень. Супутник зв'язку НАСА TDRS-1 зафіксував понад 250 аномалій, спричинених влучанням заряджених частинок у його чутливу електроніку. Космічний шатл «Діскавері» мав свої власні загадкові проблеми. 13 березня датчик на одному з резервуарів, що постачають водень до паливного елемента, показував надзвичайно високі показники тиску. Проблема зникла так само таємничо після того, як сонячна буря вщухла.
Коливання магнітного поля Землі також спричинили спрацювання автоматичних вимикачів в електромережі Hydro-Québec. Дуже довгі лінії електропередач комунального підприємства та той факт, що більша частина Квебеку розташована на великому кам'янистому щиті, перешкоджали протіканню струму через Землю, знаходячи шлях з меншим опором вздовж ліній електропередач на 735 кВ.
Мережа «Затока Джеймс» відключилася менш ніж за 90 секунд, що призвело до другого масового відключення електроенергії в Квебеку за 11 місяців. Відключення електроенергії тривало 9 годин і змусило компанію впровадити різні стратегії пом'якшення наслідків, включно із підвищенням рівня спрацьовування, встановленням послідовної компенсації на лініях надвисокої напруги та зміною процедур моніторингу та експлуатації. Інші комунальні підприємства в Північній Америці, Великій Британії, Північній Європі та інших регіонах впровадили програми для зменшення ризиків, пов'язаних з геомагнітно індукованими струмами.
1995 року почав роботу SOHO, космічний апарат для моніторингу геомагнітних бур та сонячних спалахів, спільного проекту НАСА та Європейського космічного агентства.

## Геомагнітна буря серпня 1989 року
У серпні 1989 року чергова геомагнітна буря вплинула на мікросхеми, що призвело до зупинки всіх торгів на фондовій біржі Торонто. Цю геомагнітну бурю спричинив дуже потужний сонячний спалах X20, який стався 16 серпня 1989 року й був навіть сильнішим за вищезгаданий спалах X15 від 6 березня 1989 року.

## Відкриття сонцетрусів
Протягом цього циклу вперше спостерігали «сонцетруси», спричинені сонячними спалахами. Це біжучі акустичні хвилі, на відміну від стоячих хвиль, які є об'єктом дослідження геліосейсмології. Спалах запускає ці хвилі з фотосфери, і вони дугою проникають глибоко в надра Сонця, перш ніж заломитися назад до поверхні, проявляючись як слабкі брижі, що радіально розширюються від спалаху за кілька десятків хвилин. Спалах, під час якого ці хвилі спостерігали вперше, — SOL1996-07-09.